# Elsa Morante
Elsa Morante (18 de agosto de 1912, Roma — 25 de novembro de 1985, Roma) foi uma escritora italiana, talvez mais conhecida pelo seu romance La Storia.

## Biografia
Elsa Morante nasceu em Roma em 1912, e com exceção de um período durante a Segunda Guerra Mundial, residiu em sua cidade natal até a sua morte, em 1985. Desde a idade de treze anos, Elsa Morante publica alguns textos em diversos jornais infantis, e aos dezoito anos decide se consacrar à literatura, deixando sua família e seus estudos. Colaborou com o hebdomadário Oggi de 1939 a 1941.
Casou com o escritor Alberto Moravia em 1941 — o casal viria a se separar em 1962, sem jamais se divorciar — e encontrou por seu intermédio muitos dos pensadores e escritores italianos da época. Durante a guerra, ela acompanha o marido no exílio de 1943 a 1944.
Morante publicou seu romance Menzogna e sortilegio em 1948, obtendo o prêmio Viareggio; mais tarde, é laureada do prêmio Strega com seu romance L'isola di Arturo, em 1957. Ela viaja para a Espanha, URSS, China e em 1960 aos EUA, onde ela se relaciona com um jovem pintor, Bill Morrow, que se suicida em 1962.
Em 1974 publicou La Storia, que suscitou polêmica, e depois Aracoeli, em 1982. Doente após uma fratura do fêmur, ela tentou se suicidar em 1983.
Morante recebeu em 1984 o Prêmio Médicis por Aracoeli. Ela morre em Roma em 25 de novembro de 1985.